# Niedersächsischer Landesverband der Heimvolkshochschulen
Der Niedersächsische Landesverband der Heimvolkshochschulen ist der Zusammenschluss aller nach dem Niedersächsischen Erwachsenenbildungsgesetz (NEBG) vom Land anerkannten Heimvolkshochschulen (HVHS). Er ist als gemeinnütziger Verein mit Sitz in Hannover eingetragen.

## Geschichte
Am 26. Februar 1949 wurde in der HVHS Hustedt bei Celle die Arbeitsgemeinschaft der Heimvolkshochschulen Niedersachsens gegründet. Gründer waren Fritz Borinski (HVHS Göhrde), Walter Fricke (HVHS Hermannsburg), Karl Ketelhut (HVHS Oldenburg/Rastede) und Heiner Lotze (HVHS Hustedt). Zu dem noch losen Verbund gehörten auch die Heimvolkshochschulen der Inneren Mission Röbke, die ländliche Volkshochschule in der Juliusmühle (ab 1951 in Goslar, heute Bildungshaus Zeppelin) und die Katholische Landvolkshochschule Rulle bei Osnabrück (später Katholische LandvolkHochschule Oesede) sowie ab 1950 die HVHS Springe.
1961 wurde der „Niedersächsische Landesverband der Heimvolkshochschulen e.V.“, ein gemeinnütziger Verein, hieraus. 1968 gab es vierzehn Heimvolkshochschulen im Land. Als erstes Bundesland hatte Niedersachsen ab 1970 ein Gesetz zur Förderung der Erwachsenenbildung. Der Landesverband der Heimvolkshochschulen erlangte den Status einer Landesorganisation im Sinne des Gesetzes. Aufgrund der verlässlichen und guten Förderbedingungen gab es Neugründungen. 1982 arbeiten 24 Heimvolkshochschulen im Land. Im Dezember 1999 wurde die 1981 gegründete Akademie Waldschlösschen als vorletzte Heimvolkshochschule anerkannt und damit Mitglied im Landesverband. Die bislang jüngste Anerkennung als niedersächsische Heimvolkshochschule erhielt 2013 das Tagungshaus Bredbeck im Landkreis Osterholz-Scharmbeck. Durch Fusionen in den Jahren 2007 und 2009 und die Schließung der HVHS St. Jakobushaus in Goslar durch das Bistum Hildesheim im Juli 2021 gehören dem Landesverband heute 22 Heimvolkshochschulen an.

## Aufgaben
Der Verband vertritt die Interessen aller anerkannten HVHSen in Niedersachsen im politischen und öffentlichen Raum, bringt die Interessen der Häuser im Niedersächsischen Bund für Erwachsenenbildung, in den Landesministerien und Landtag ein. Er fördert den Austausch der Heimvolkshochschulen untereinander sowie die Zusammenarbeit mit anderen Organisationen des Bildungswesens und organisiert innerverbandliche Fachtagungen zu Themen wie Bildungsgeschichten aus Heimvolkshochschulen (2019), Flucht, Migration, Asyl (2015), Ökologie und Erwachsenenbildung (2009), Neue Mediennutzung und Erwachsenenbildung (2008), Rechtsextremismus und Gewalt (2007).

## Organisation
Der Landesverband hat einen ehrenamtlichen Vorstand, der aus acht Leiterinnen und Leitern einer Heimvolkshochschule besteht. Er wird jeweils für drei Jahre von der Mitgliederversammlung gewählt. In der jährlich tagenden Mitgliederversammlung ist jede Heimvolkshochschule mit zwei Delegierten vertreten. Für besonders wichtige Entscheidungen innerhalb dieses Zeitraums tritt bei Bedarf eine Konferenz aller Leiterinnen und Leiter zusammen. Eine Geschäftsstelle in der Landeshauptstadt Hannover unterstützt den Vorstand, organisiert die verbandsinterne Kommunikation und ist für die Öffentlichkeitsarbeit des Verbandes zuständig.
Innerhalb des Verbandes gibt es fünf sogenannte „Bänke“:
- die Gruppe der evangelischen (6)
- die Gruppe der „freien“ (7) (Träger sind Vereine, Stiftungen, Kommunen etc.)
- die Gruppe der katholischen (4)
- die Gruppe der ländlichen (3)
- die Gruppe der gewerkschaftlichen (2) Heimvolkshochschulen.

Die Zusammensetzung des Vorstandes soll laut Satzung die plurale Struktur des Verbandes widerspiegeln: Je 2 Vorstandsmitglieder kommen aus der evangelischen, der freien und der katholischen Gruppe und je ein Vorstandsmitglied aus der ländlichen und gewerkschaftlichen Gruppe.